# 981 Martina
981 Martina là một tiểu hành tinh Themistian.